# Diederik van Domburg
Diederik van Domburg est le 28e gouverneur du Ceylan néerlandais.